# Корридо (песня)

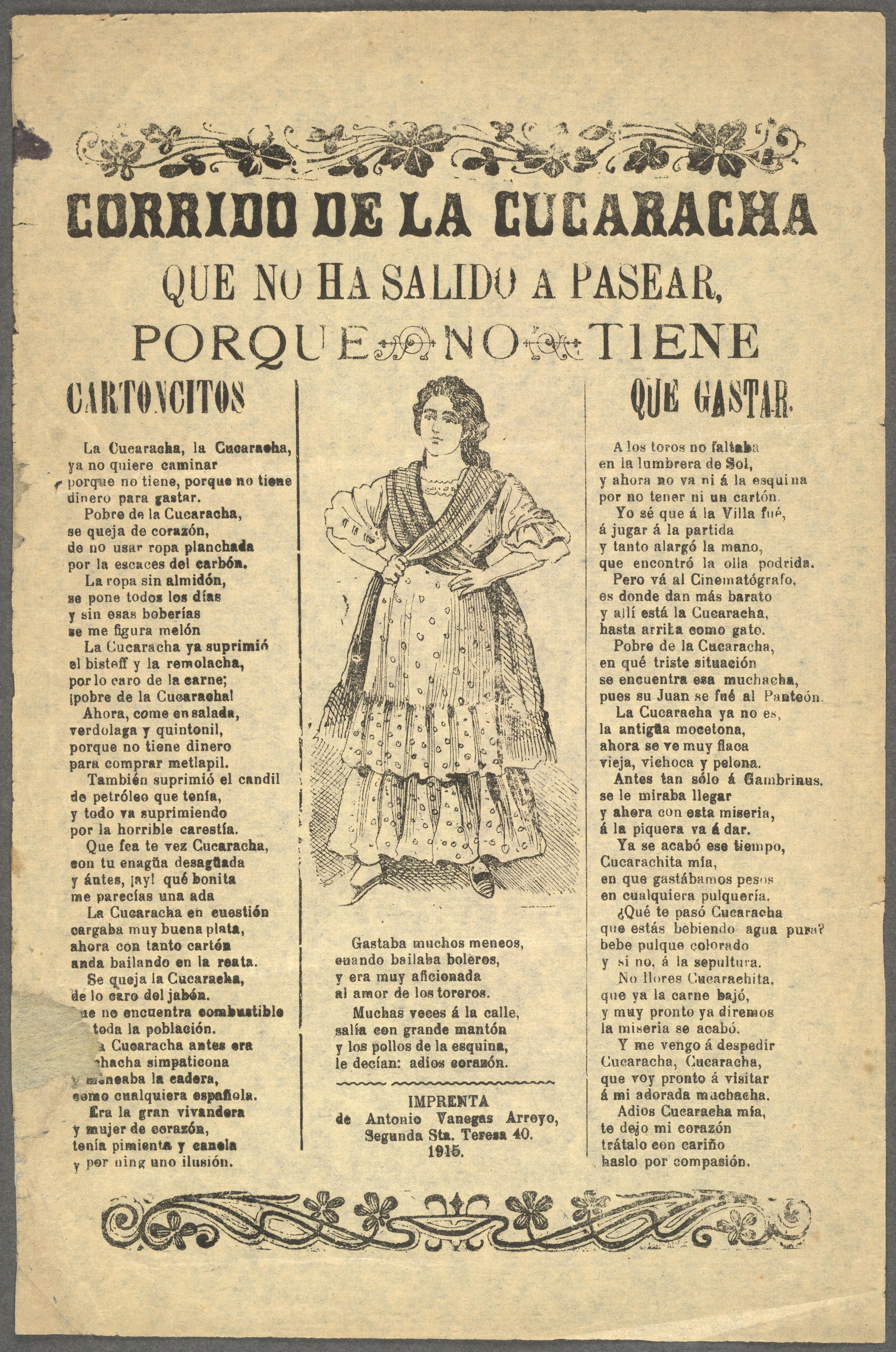

Корри́до (исп. corrido) — песни-баллады, ставшие значительным явлением мексиканской и латиноамериканской культуры. Расцвет этого жанра пришёлся на годы Мексиканской революции.
Как музыкально-поэтический жанр корридо сложился к последней трети XIX века. Корридо, как правило, использует строфу из четырех 8-сложных хореических стихов с рифмами или ассонансами на четных стихах — так называемая копла романсеада. Однако корридо обладает большим разнообразием строфической структуры и большой метрической свободой. В корридо встречаются строфы из 6 равносложных стихов (секстилья), строфы, в которых регулярно повторяются один или два стиха, децимы, а также различные сложные строфы (бола). Помимо 8-сложного стиха в корридо встречаются стихи 6-сложные, 7-сложные, 10-сложные, 11-сложные, 12-сложные и различные их комбинации. По замечанию музыковеда Павла Алексеевича Пичугина, в корридо основную роль играет содержание, поэтический текст, в то время как мелодия является лишь подспорьем для повествователя.
Тематическое содержание корридо настолько разнообразно, что некоторые исследователи выделяют до 30 различных рубрик: исторические, политические, революционные, о заключенных, об отважных, о бандитах, об убийствах, о стихийных бедствиях и катастрофах и др. Однако общая черта этих корридо в том, что они берут сюжеты только в реальной жизни, в них отсутствует художественный вымысел. Корридо о революции, строго говоря, не является особым жанром мексиканского фольклора, представляя собой широкий тематический цикл, в котором в свою очередь выделяются внутренние циклы: корридо о Мадеро, о Вилье, о Сапате и др. Подобная тенденция к циклизации возникла ещё в XIX веке в корридо о «вальентес» — смельчаках и бандитах.
Авторами корридо становились представители различных сословий, в том числе интеллигенции, но чаще — профессиональные певцы коплеро, зачастую служившие в армии. Многие тексты явно свидетельствуют, что их сочинители были непосредственными участниками событий.
Характерная черта революционных корридо — сочетание лирического, документального и эпического начала. Первое — лирическое начало — создается за счет образа певца, обращающегося к слушателям:
Сеньоры, печали
полна моя песня,
И струны гитары стонут,
убит в Чинамеке
изменой Сапата,
защитник и друг пеонов.Перевод П. Пичугина.
Поскольку корридо имели информативную функцию, им присуща повышенная документальность: точное указание места, времени и обстоятельств. В то же время документальность корридо органично сочетается с элементами эпического вымысла и с традиционной образностью. Например, Вилья и Сапата, становясь героями этого эпоса, изображаются в соответствии с идеалом настоящего мужчины — мачо, выступают вершителями истории, которая в свою очередь предстаёт в корридо как борьба светлых и тёмных сил.
Корридо типа мексиканских известны в Никарагуа и Сальвадоре, несколько иного типа в Венесуэле. Венесуэльские корридо охватывают широкий круг тем: различные аспекты повседеневной жизни, происшествия по соседству, сведения об экономике, философские рассуждения, размышления о браке, религии. В венесуэльском корридо встречаются рассказы о животных, птицах, растениях.
Аналогичные корридо повествовательные жанры имеются в Пуэрто-Рико и Доминиканской республике — плена, в Тринидаде и Тобаго, Барбадосе — калипсо.

## Корридо в наше время
В наши дни происходит преображение жанра корридо.  Традиционный революционный фольклор заменяется на более современные темы.  Корридо становится жанром, воспевающим истории притеснённых рабочих, антиправительственных активистов и мигрантов на заработках в США.
Отдельно ответвляется жанр нарко-корридо (похожим жанром является блатная песня), песни которого романтизируют криминальный образ жизни наркоторговцев и документально описывают в позитивном свете наркотраффик и связанные с ним убийства, пытки, рэкет и нелегальную миграцию.   Некоторые радиостанции Мексики и США не допускают к трансляции песни нарко-корридо, но записи широко распространяются через интернет и пиратские копии.